# Saison 1925-1926 des Sénateurs d'Ottawa
Autres saisons
Saison précédente Saison suivante
La saison 1925-1926 de hockey sur glace est la quarante-et-unième à laquelle participent les Sénateurs d'Ottawa.

## Classement
|                         | PJ | V  | D  | N | BP | BC  | Pun | Pts |
| ----------------------- | -- | -- | -- | - | -- | --- | --- | --- |
| Sénateurs d'Ottawa      | 36 | 24 | 8  | 4 | 77 | 42  | 341 | 52  |
| Maroons de Montréal     | 36 | 20 | 11 | 5 | 91 | 73  | 544 | 45  |
| Pirates de Pittsburgh   | 36 | 19 | 16 | 1 | 82 | 70  | 264 | 39  |
| Bruins de Boston        | 36 | 17 | 15 | 4 | 92 | 85  | 279 | 38  |
| Americans de New York   | 36 | 12 | 20 | 4 | 68 | 89  | 361 | 28  |
| St. Patricks de Toronto | 36 | 12 | 21 | 3 | 92 | 114 | 325 | 27  |
| Canadiens de Montréal   | 36 | 11 | 24 | 1 | 79 | 108 | 458 | 23  |

## Meilleurs pointeurs
| Nom            | PJ | B  | A  | Pts | Pun |
| -------------- | -- | -- | -- | --- | --- |
| Cy Denneny     | 36 | 24 | 12 | 36  | 18  |
| Hooley Smith   | 28 | 16 | 9  | 25  | 53  |
| Frank Nighbor  | 35 | 12 | 13 | 25  | 40  |
| George Boucher | 36 | 8  | 4  | 12  | 64  |
| King Clancy    | 35 | 8  | 4  | 12  | 80  |
| Hec Kilrea     | 35 | 5  | 0  | 5   | 12  |
| Ed Gorman      | 23 | 2  | 1  | 3   | 12  |
| Frank Finnigan | 36 | 2  | 0  | 2   | 24  |
| Alex Connell   | 36 | 0  | 0  | 0   | 0   |
| John Duggan    | 27 | 0  | 0  | 0   | 0   |
| Leth Graham    | 1  | 0  | 0  | 0   | 0   |
| Alex Smith     | 36 | 0  | 0  | 0   | 36  |

## Saison régulière

### Novembre
| No | Date        | Visiteur            | Score | Domicile           | Fiche | Pts |
| -- | ----------- | ------------------- | ----- | ------------------ | ----- | --- |
| 1  | 28 novembre | Maroons de Montréal | 2-3   | Sénateurs d'Ottawa | 1-0-0 | 2   |

### Décembre
| No | Date        | Visiteur                | Score | Domicile              | Fiche | Pts |
| -- | ----------- | ----------------------- | ----- | --------------------- | ----- | --- |
| 2  | 3 décembre  | Bruins de Boston        | 0-2   | Sénateurs d'Ottawa    | 2-0-0 | 4   |
| 3  | 5 décembre  | Pirates de Pittsburgh   | 0-1   | Sénateurs d'Ottawa    | 3-0-0 | 6   |
| 4  | 10 décembre | Americans de New York   | 0-3   | Sénateurs d'Ottawa    | 4-0-0 | 8   |
| 5  | 12 décembre | Sénateurs d'Ottawa      | 2-5   | Maroons de Montréal   | 4-1-0 | 8   |
| 6  | 15 décembre | Sénateurs d'Ottawa      | 2-1   | Bruins de Boston      | 5-1-0 | 10  |
| 7  | 17 décembre | Canadiens de Montréal   | 0-3   | Sénateurs d'Ottawa    | 6-1-0 | 12  |
| 8  | 23 décembre | St. Patricks de Toronto | 2-4   | Sénateurs d'Ottawa    | 7-1-0 | 14  |
| 9  | 26 décembre | Sénateurs d'Ottawa      | 3-0   | Canadiens de Montréal | 8-1-0 | 16  |
| 10 | 30 décembre | Sénateurs d'Ottawa      | 5-0   | Pirates de Pittsburgh | 9-1-0 | 18  |

### Janvier
| No | Date        | Visiteur              | Score | Domicile                | Fiche  | Pts |
| -- | ----------- | --------------------- | ----- | ----------------------- | ------ | --- |
| 11 | 1er janvier | Sénateurs d'Ottawa    | 0-3   | St. Patricks de Toronto | 9-2-0  | 18  |
| 12 | 5 janvier   | Maroons de Montréal   | 0-4   | Sénateurs d'Ottawa      | 10-2-0 | 20  |
| 13 | 7 janvier   | Sénateurs d'Ottawa    | 1-1   | Maroons de Montréal     | 10-2-1 | 21  |
| 14 | 11 janvier  | Sénateurs d'Ottawa    | 1-0   | Americans de New York   | 11-2-1 | 23  |
| 15 | 13 janvier  | Pirates de Pittsburgh | 0-1   | Sénateurs d'Ottawa      | 12-2-1 | 25  |
| 16 | 19 janvier  | Sénateurs d'Ottawa    | 2-1   | Canadiens de Montréal   | 13-2-1 | 27  |
| 17 | 21 janvier  | Americans de New York | 2-3   | Sénateurs d'Ottawa      | 14-2-1 | 29  |
| 18 | 26 janvier  | Sénateurs d'Ottawa    | 8-2   | Bruins de Boston        | 15-2-1 | 31  |
| 19 | 28 janvier  | Canadiens de Montréal | 2-4   | Sénateurs d'Ottawa      | 16-2-1 | 33  |
| 20 | 30 janvier  | Sénateurs d'Ottawa    | 1-0   | Americans de New York   | 17-2-1 | 35  |

### Février
| No | Date       | Visiteur                | Score | Domicile                | Fiche  | Pts |
| -- | ---------- | ----------------------- | ----- | ----------------------- | ------ | --- |
| 21 | 2 février  | Sénateurs d'Ottawa      | 0-1   | Pirates de Pittsburgh   | 17-3-1 | 35  |
| 22 | 4 février  | Bruins de Boston        | 3-2   | Sénateurs d'Ottawa      | 17-4-1 | 35  |
| 23 | 6 février  | Sénateurs d'Ottawa      | 1-4   | St. Patricks de Toronto | 17-5-1 | 35  |
| 24 | 11 février | St. Patricks de Toronto | 1-2   | Sénateurs d'Ottawa      | 18-5-1 | 37  |
| 25 | 16 février | Sénateurs d'Ottawa      | 1-0   | Canadiens de Montréal   | 19-5-1 | 39  |
| 26 | 18 février | Canadiens de Montréal   | 2-4   | Sénateurs d'Ottawa      | 20-5-1 | 41  |
| 27 | 20 février | Maroons de Montréal     | 0-0   | Sénateurs d'Ottawa      | 20-5-2 | 42  |
| 28 | 23 février | Sénateurs d'Ottawa      | 1-1   | Maroons de Montréal     | 20-5-3 | 43  |
| 29 | 27 février | Bruins de Boston        | 2-3   | Sénateurs d'Ottawa      | 21-5-3 | 45  |

### Mars
| No | Date    | Visiteur                | Score | Domicile                | Fiche  | Pts |
| -- | ------- | ----------------------- | ----- | ----------------------- | ------ | --- |
| 30 | 2 mars  | Americans de New York   | 3-1   | Sénateurs d'Ottawa      | 21-6-3 | 45  |
| 31 | 4 mars  | Sénateurs d'Ottawa      | 1-0   | Americans de New York   | 22-6-3 | 47  |
| 32 | 6 mars  | Sénateurs d'Ottawa      | 0-1   | Bruins de Boston        | 22-7-3 | 47  |
| 33 | 8 mars  | Pirates de Pittsburgh   | 0-3   | Sénateurs d'Ottawa      | 23-7-3 | 49  |
| 34 | 13 mars | Sénateurs d'Ottawa      | 1-1   | St. Patricks de Toronto | 23-7-4 | 50  |
| 35 | 15 mars | Sénateurs d'Ottawa      | 0-2   | Pirates de Pittsburgh   | 23-8-4 | 50  |
| 36 | 17 mars | St. Patricks de Toronto | 0-4   | Sénateurs d'Ottawa      | 24-8-4 | 52  |